# Lake Mackay
Der Lake Mackay ist einer von vielen ausgetrockneten Salzseen, der in Western Australia und im Northern Territory liegt. Er wurde am 9. Juli 1930 bei einem Überflug entdeckt und nach Donald George Mackay benannt, der die groß angelegte Landerkundung mit Flugzeugen organisiert hatte.

## Lage
Der Lake Mackay liegt in der Großen Sandwüste, Gibsonwüste und Tanamiwüste. Er erstreckt sich ungefähr 100 Kilometer in ostwestlicher, südwestlicher und nordöstlicher Richtung und ist mit einer Fläche von etwa 3494 km² der größte See in Western Australia.
Auf Luftbildern ist der Lake Mackay von verschiedenen Farben geprägt: Die dunkleren Stellen am Seegrund weisen auf Wüstenvegetationen oder Algen, etwas Feuchtigkeit im Boden des trockenen Sees und auf die tiefsten Lagen, wo sich etwas Wasser sammelt, hin. In dieser ariden Region werden Salze und andere Minerale durch von Evaporation ausgelöste Kapillareffekte an die Oberfläche gebracht, wodurch die weiße, reflektierende Oberfläche entsteht. Sichtbar sind zahlreiche braune Hügel in der östlichen Hälfte des Sees und von Ost nach West verlaufende Sandverwehungen südlich des Sees.
Der Lake Mackay ist bekannt für Erzählungen aus der Traumzeit und seine Bedeutung für die Aborigines der Western Desert. Die Hauptmythologie besteht aus drei Themen, die allesamt Buschfeuer zum Gegenstand haben, die das Land verwüsteten und formten.
Der Salzsee wird von den lokalen Aborigines Wilkinkarra genannt und ist der Geburtsort des bekannten Aborigines-Künstlers Linda Syddick Napaltjarri.
Das hasengroße Zentralaustralische Hasenkänguru lebte im Northern Territory zwischen Mt. Farewell und Lake Mackay. Es starb in den 1930er bis 1940er Jahren aus. Die Aborigines zeigten damals den Europäer lediglich einen Schädel dieses Tieres, der sich heute im South Australian Museum befindet.